# Мі-6
Мі-6 (за класифікацією НАТО: Hook) — радянський важкий багатоцільовий вертоліт.

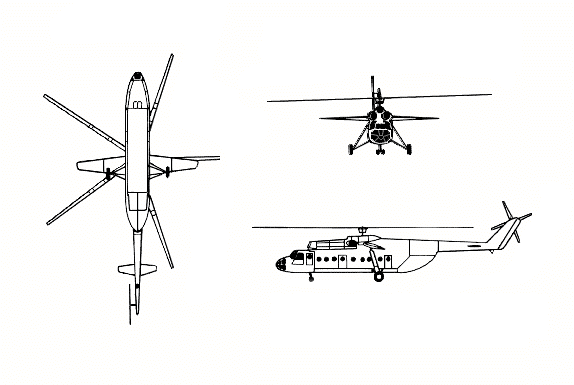
Mi-6

У другій половині 1950-х років в СРСР були прийняті на озброєння мобільні ракетні комплекси «Луна», для їх перекидання знадобився вертоліт більшої вантажопідйомності.
МІ-6 — перший у світі вертоліт серійного виробництва, оснащений двома турбовальними двигунами з вільною турбіною. Його компонувальна схема визнана класичною.
Вертоліт Мі-6 — найбільш вантажопідйомний на ті часи.
Перший політ відбувся 5 червня 1957 року, випробування проходили в 1959–1963 роках. Будувався з 1959 року на Ростовському вертолітному заводі як у військовому, так і в цивільному варіантах.
В 1964–1978 рр. поставлявся на експорт за кордон.

## Історія створення та виробництва
В кінці 1952 року в Московський вертолітний завод імені М. Л. Міля почалися дослідження по створенню важкого транспортного гелікоптера.
11 червня 1954 року Московський вертолітний завод імені М. Л. Міля одержав Постанову Ради Міністрів про розробку важкого транспортного гелікоптера. Згідно з ним, важкий вертоліт мав перевозити 6 т вантажу при нормальній злітній масі, 8 т при перевантажувальної і 11,5 т в разі польоту на укорочену дистанцію.
Московський вертолітний завод імені М. Л. Міля почав розробку гелікоптера одночасно в транспортному, десантному та санітарному варіантах. Вперше в СРСР на гелікоптері передбачалася перевезення вантажів на зовнішній підвісці.
Головним конкурентом майбутнього Мі-6 став Ка-22, розроблений в ОКБ Н. І. Камова. На відміну від Мі-6, Ка-22 був побудований за поперечною схемою з двома несучими гвинтами відносно невеликого діаметра, що, як з'ясувалося згодом, виявилося економічно не доцільно.
Серійний випуск Мі-6 був розгорнутий одночасно на двох підприємствах: Московському заводі № 23 та Ростовському заводі № 168.
В 1959 році на Ростовському заводі № 168 було випущено перші 4 серійних Мі-6. Випуск Мі-6 в Ростові тривав до 1980 року, коли на його зміну прийшов більш вдосконалений Мі-26. З 1959 по 1980 рік на підприємстві було випущено 874 Мі-6. У Москві було випущено лише 50 Мі-6 в період з 1960 по 1962 рік по причині переходу заводу на випуск ракетно-космічної техніки.

## Льотно-технічні характеристики

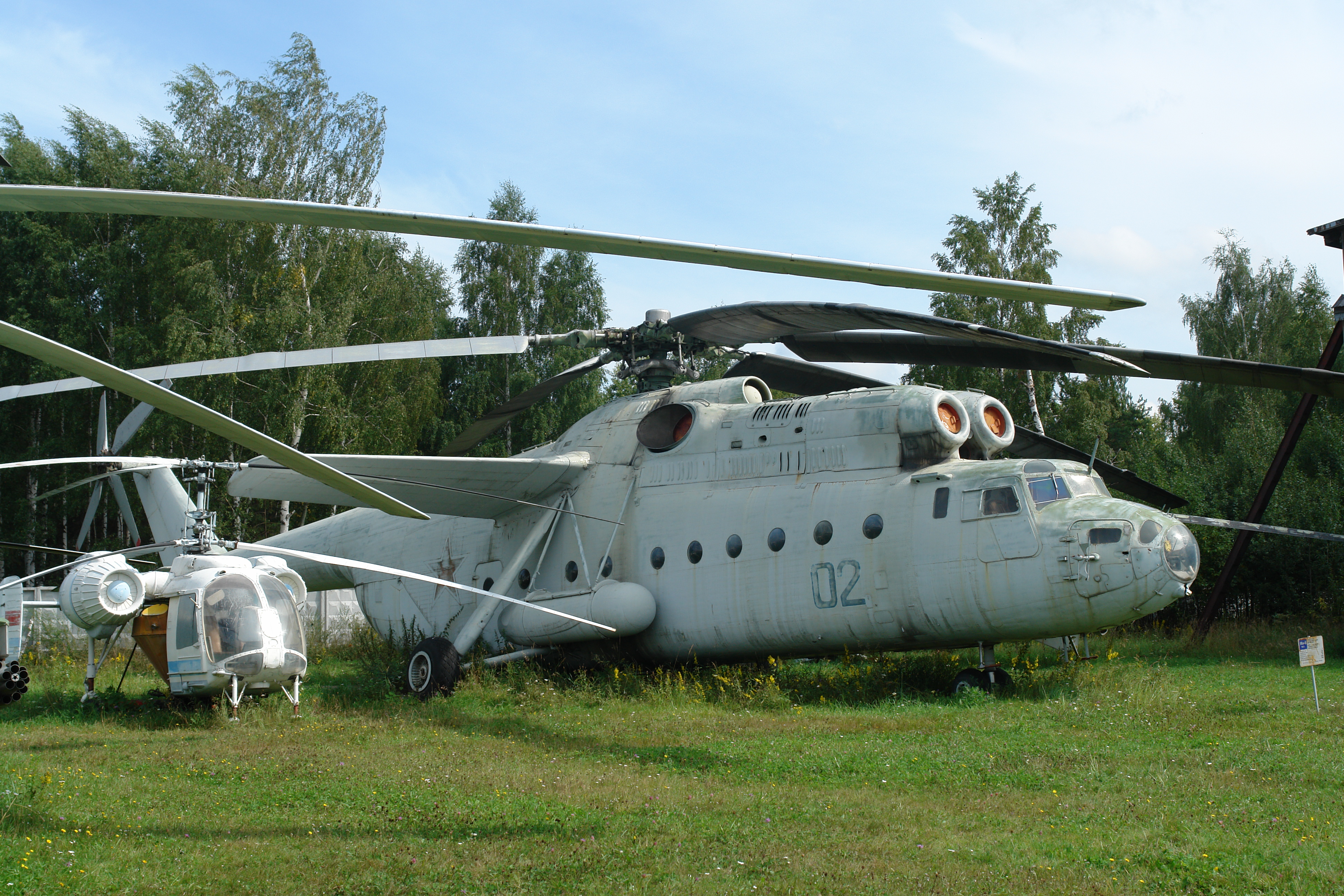
Мі-6

- Двигун (кіль-ть, тип, марка) 2 x ВМД Д-25В
- Навантаження в кабіні, кг — 12 000
- Навантаження на підвісці, кг — 8000
- Макс. швидкість, км/год — 250/340
- Крейсерська швидкість, км/год — 200/250
- Стат. стеля, м — 2250
- Практична дальність, км — 1450
- Дальність дії, км — 620–1000
- Тривалість польоту, год — 3

Розміри планера
- Довжина, м — 33,16
- Висота, м — 9,16
- Ширина, м — 3,2

Розміри кабіни
- Довжина, м — 12
- Висота, м — 2,65
- Ширина, м — 2,5
- Діаметр НВ, м — 35

## Модифікації
- Мі-6ПЖ— пожежний варіант
- Мі-10— «повітряний кран», варіант для перевезення вантажів на зовнішній підвісці
- Мі-22— повітряний командний пункт

## Світові рекорди
| Дата встановлення рекорду | Екіпаж гелікоптера | Опис |
| ------------------------- | --- | --- |
| 30 жовтня 1957 року       | Пілотував: Р. І. Капрелян Другий пілот: Герман Г. В. Борттехнік: Ф. С. Новіков                                                                         | В одному польоті встановлені два рекорди: вантаж масою 12 000 кг був піднятий на висоту 2432 м і встановлений рекорд висоти польоту 2432 м з вантажем масою більше 10 т.                                          |
| 16 квітня 1958 року       | Пілотував: С. Г. Бровцев Другий пілот: П. І. Шишов Бортінженер: В. Ф. Коновалов                                                                        | Встановлено рекорд вантажопідйомності: вантаж масою 5000 кг був піднятий на висоту 5584 м. |
| 16 квітня 1958 року       | Пілотував: Р. І. Капрелян Другий пілот: Н. В. Лешін | Встановлено рекорд вантажопідйомності: вантаж масою 10 000 кг був піднятий на висоту 4885 м. |
| 21 вересня 1959 року      | Пілотував: Б. В. Земсков Другий пілот: П. І. Шишов Штурман: С. І. Клепіков Бортінженер: С. Г. Бугаєнко                                                 | Встановлено рекорд швидкості польоту 268,92 км/год по замкненому 100-км маршрутом (Тушино — Істра — Голіцино — Тушино).                                                                                           |
| 21 вересня 1961 року      | Пілотував: Н. В. Лешін Другий пілот: В. П. Колошенко Бортінженер: Ф. С. Новіков                                                                        | Встановлено рекорд швидкості польоту 320 км/год, що було на 10 км/год вище рекорду американського гелікоптера S-61, встановленого 17 травня 1961 року.                                                            |
| 11 вересня 1962 року      | Пілотував: В. П. Колошенко Другий пілот: Г. Р. Карапетян Штурман: С. І. Клепіков Бортінженер: В. І. Щербінін Бортрадист С. І. Іванов                   | В одному польоті були встановлені чотири рекорди : швидкості польоту 284,534 км/год по замкненому 1000-км з вантажем 1000, 2000 та 5000 кг, а також швидкості польоту 294 км/год за маршрутом 500 км.             |
| 13 вересня 1962 року      | Пілотував: Р. І. Капрелян Другий пілот: Н. В. Лешін Бортінженер: С. І. Бугаєнко Провідний інженер з льотних випробувань: B.C. Отделенцев               | В одному польоті встановлено три рекорди: висоти польоту 2738 м з вантажем 15000 кг і 20000 кг, і підйому максимального вантажу 20 117 кг на висоту 2000 м.                                                       |
| 15 вересня 1962 року      | Пілотував: Б. К. Галицький Другий пілот: В. Козирєв Штурман: М. Харитонов Бортінженер: К. Матвєєв Бортрадист: С. Рибалко Провідний інженер: Ю. Коншеев | В одному польоті встановлено чотири рекорди: досягнута швидкість польоту 300,377 км/год по замкненому 1000-км з вантажем 1000 та 2000 кг, а потім швидкість польоту 315,657 км/год по замкненому 500-км маршруту. |
| 26 серпня 1964 року       | Пілотував: Б. К. Галицький Другий пілот: н/д Штурман: н/д Бортінженер: н/д                                                                             | Встановлено рекорд швидкості польоту 340,15 км/год по замкнутому маршруту протяжністю 100 км. |

## Експлуатанти

### Військові
Перебуває на озброєнні
- — 10 Мі-6, станом на 2012 рік[9]
- — 30 Мі-6, станом на 2012 рік[10]

Знятий з озброєння
- СРСР
- Росія — зняті з озброєння з 2002 року[11]
- Україна — зняті з озброєння з 1998 року у Збройних Силах України. 19 грудня 2000 року завершили свою службу у складі Національної гвардії України.[джерело?]
- Афганістан
- Алжир
- Азербайджан
- Білорусь
- Болгарія
- КНР
- Єгипет
- Казахстан
- Польща — 3 Мі-6 перебували на озброєнні ЗС Польщі в 1986–1990 рр.; 2 гелікоптери були продані Україні, та 1 був переданий в музей авіації[12]

### Цивільні
- СРСР
- Польща — 3 Мі-6А експлуатувалися в 1974–1985 рр.

## Авіаподії та катастрофи
| Дата       | Бортовий номер  | Місце катастрофи                   | Загинуло/всього на борту | Короткий опис |
| ---------- | --------------- | ---------------------------------- | ------------------------ | --- |
| 06.08.1967 | 06174           | поблизу Марселя                    | 9/9                      | При гасінні лісової пожежі на гелікоптері Мі-6 загинув видатний радянський льотчик-випробувач Ю. А. Гарнаев. |
| 01.05.1968 | н.д.            | Гілгіт                             | н.д.                     | Розбився під час демонстраційного польоту для ВПС Пакистану, екіпаж загинув. |
| 10.1973    | 1124            | Суецького каналу                   | н.д.                     | Борт ВПС Єгипту, знищений. |
| 19.10.1973 | 21171           | Чукотка                            | 7/7                      | Відмова двигуна, пожежа, падіння. |
| 01.02.1974 | 21145           | Газ-Салі                           | 1/10                     | Відмова висотоміра в нічному польоті, вертоліт зачепив шасі схил пагорба і впав на лівий бік. |
| 26.08.1974 | 21157           | у Воркути                          | 6/6                      | Екіпаж відхилився від маршруту та опустився нижче безпечної висоти при польоті в гірській місцевості. Вертоліт зіткнувся зі схилом гори. |
| 12.06.1976 | 21785           | Кедва                              | 0/н.д.                   | Потрапив у зону турбулентності, втратив керування і впав в ліс. |
| 06.08.1978 | 21883           | Ханти-Мансійськ                    | 5/5                      | Відмова основної та резервної гідросистем. |
| 24.01.1980 | 21012           | Нюрба                              | 11/11                    | Несправність гідромеханізмів, вертоліт увійшов в праве обертання. Зруйнувався в повітрі через нерозрахованих перевантажень |
| 16.02.1980 | 84              | Афганістану Баграма                | 4/4                      | Борт ВВС. Розбився радом з Саланг. |
| 19.03.1981 | СРСР42          | АфганістанФайзабад                 | 0/н.д.                   | Борт ВВС. При нічному польоті опустився дуже низько, зачепив стійками шасі глиняну стіну й розбився. |
| 11.03.1982 | 21334           | Егвекінот                          | 6/6                      | Розгойдування вантажу на зовнішній підвісці, який пошкодив лопаті несучого гвинта, вертоліт втратив керування. |
| 23.08.1982 | н.д.            | Афганістан н.д.                    | 1/н.д.                   | Борт ВВС. Був збитий. |
| 22.02.1983 | н.д.            | Афганістан н.д.                    | 1/н.д.                   | Борт ВВС. Був збитий. |
| 07.06.1983 | н.д.            | АфганістанЛашкаргах                | 0/15                     | Борт ВВС, 280 ОВП. Вертоліт був збитий, здійснив вимушену посадку та повністю згорів. |
| 29.06.1983 | СРСР21059       | СРСРТура                           | 5/9                      | Руйнування шестерні основного редуктора при контрольному висінні. Вертоліт впав на лівий бік і згорів. |
| 21.07.1983 | 21029           | н.д.                               | н.д.                     | Розбився. |
| 16.10.1983 | 21072           | н.д.                               | н.д.                     | Розбився. |
| 15.11.1983 | 41              | АфганістанКундуз                   | 4/8                      | Борт ВВС. Розбився через несправності рульового гвинта. |
| 03.01.1984 | 21006           | Новоаганск                         | 38/76                    | Під час зльоту перевантажений вертоліт раптово перейшов у зниження, зіткнувся із землею та загорівся. |
| 06.07.1984 | н.д.            | Афганістанн.д.                     | н.д.                     | Борт ВВС. Був збитий. |
| 27.01.1985 | 21045           | Тазовский                          | 0/6                      | Пожежа на борту. Після вимушеної посадки вертоліт повністю згорів. |
| 14.03.1985 | СРСРн.д.        | Афганістан н.д.                    | 3/н.д.                   | Борт ВВС. Зіткнення з радянським літаком-розвідником. |
| 18.05.1985 | СРСРн.д.        | АфганістанБакарайгар               | 1/н.д.                   | Борт ВВС. Був збитий. |
| 17.07.1985 | СРСР21051       | СРСРн.д.                           | н.д.                     | Розбився. |
| 27.08.1985 | СРСР21021       | СРСРн.д.                           | н.д.                     | Розбився. |
| 17.09.1985 | СРСРн.д.        | Афганістанн.д.                     | 1/н.д.                   | Борт ВВС. був атакований з землі. |
| 10.1985    | H511            | н.д.                               | 0/н.д.                   | Борт ВПС Анголи. Був збитий. |
| 03.10.1985 | СРСРн.д.        | Афганістан н.д.                    | 0/н.д.                   | Борт ВВС. Був збитий. |
| 12.10.1985 | СРСРн.д.        | Афганістану Кабула                 | 2/н.д.                   | Борт ВВС. Був збитий. |
| 11.1985    | H506            | н.д.                               | 0/н.д.                   | Борт ВПС Анголи. Розбився. |
| 11.1985    | H501            | н.д.                               | 0/н.д.                   | Борт ВПС Анголи. Розбився. |
| 30.06.1986 | СРСР21007       | СРСРу Нижньовартовська             | 0/н.д.                   | Розбився під час підвішування зовнішнього вантажу. |
| 04.07.1986 | СРСР21148       | СРСРу Ленський                     | 2/6                      | Розбився при екстрену посадку. |
| 12.07.1986 | СРСР21019       | СРСРХарасавей                      | 0/н.д.                   | Списаний після вимушеної грубої посадки, викликаною відмовою двигуна. |
| 06.12.1986 | СРСР21060       | СРСРТарко-Сале                     | 0/ н.д.                  | Під час зльоту вдарився об перешкоду та розбився. |
| 27.02.1987 | СРСР21195       | СРСРТарко-Сале                     | 0/н.д.                   | Вимушена посадка через пожежу лівого двигуна, вертоліт згорів. |
| 23.03.1987 | СРСРн.д.        | Афганістанн.д.                     | 2/н.д.                   | Борт ВВС. Був збитий. |
| 21.10.1987 | СРСР21026       | СРСРСургут                         | 0/н.д.                   | Списаний після вимушеної посадки. |
| 07.11.1987 | СРСР21033       | СРСРТумнін                         | 0/н.д.                   | Розбився під час підвішування зовнішнього вантажу. |
| 21.07.1989 | СРСР21069       | СРСРДудінка                        | 0/н.д.                   | Розбився і згорів під час зльоту з зовнішнім вантажем. |
| 02.09.1989 | СРСР21892       | СРСРВоркута                        | 0/н.д.                   | Загубив керування під час зльоту з зовнішнім вантажем, впав у річку та затонув. |
| 22.09.1989 | СРСР21853       | СРСРІнта                           | 0/н.д.                   | Загубив керування під час зльоту, екіпаж не зміг парирувати що виник лівий крен. |
| 05.10.1989 | СРСР21027       | СРСРмайданчик Вазей-51             | 0/н.д.                   | Під час зльоту зачепив хвостом перешкоду, відбулося відділення хвостового гвинта та редуктора від гелікоптера. |
| 19.10.1989 | СРСР11286       | СРСРПівнічна                       | 7/2                      | Розгойдування вантажу на зовнішній підвісці, пошкодження лопатей. Вантаж був скинутий, а вертоліт аварійно приземлився близько майданчика. Політ виконувався нелегально.                                                                                     |
| 05.01.1990 | СРСР21025       | СРСРТаймилир                       | 0/н.д.                   | Списаний після вимушеної посадки. |
| 28.02.1990 | СРСР21193       | СРСРІгарка                         | 0/н.д.                   | Потрапив у сніговий вихор, вдарився хвостовим гвинтом про замет. |
| 21.05.1990 | СРСР21020       | СРСРНефтеюганськ                   | 0/н.д.                   | Розбився, був перевантажений. |
| 17.06.1990 | СРСР21060       | СРСРРадянський                     | 0/н.д.                   | Списаний після вимушеної посадки. |
| 12.07.1990 | СРСР21038       | СРСРНефтеюганськ                   | 0/н.д.                   | Згорів після вимушеної посадки. |
| 26.08.1990 | СРСР21858       | СРСРНижньовартовськ                | 0/н.д.                   | Згорів після вимушеної посадки. |
| 11.12.1990 | СРСР05 червоний | СРСРКобринь                        | 5/6                      | Борт ВВС, 65 ОВП. Розбився при посадці в складних метеоумовах, помилки екіпажу. |
| 16.12.1990 | СРСР21010       | СРСРу Нафтовика                    | 0/н.д.                   | Зіткнувся з поверхнею. |
| 22.06.1991 | СРСР21023       | СРСРу Витима                       | 0/н.д.                   | Доробок дерева лопатями гвинта, розбився. |
| 01.08.1991 | СРСР21891       | СРСРНижньовартовськ                | 0/н.д.                   | Згорів після вимушеної посадки, викликаною пожежею на борту. |
| 12.11.1991 | СРСР21857       | СРСРМис Синькино Ніс               | 0/н.д.                   | Розбився після відмови двигуна. |
| 27.01.1992 | СРСР30          | РосіяВисота 956, район Мончегорска | 8/10                     | Борт ВПС, вертоліт-ВКП (Мі-6). Врізався в пагорб під час тренувального польоту в складних метеоумовах, вижили двоє членів екіпажу. |
| 19.02.1992 | СРСР21028       | Росіян.д.                          | 0/н.д.                   | Потрапив у аварію. |
| 24.03.1992 | СРСР21168       | Росіян.д.                          | 0/н.д.                   | Потрапив у аварію. |
| 19.06.1992 | СРСР21882       | РосіяХанти-Мансійськ               | 6/6                      | Вимушена посадка, розбився і згорів. |
| 22.07.1992 | СРСР21896       | РосіяМутний материк                | 0/5                      | Вимушена посадка через пожежу на борту, списаний. |
| 27.08.1992 | СРСР21058       | Росіян.д.                          | 0/н.д.                   | Потрапив в аварію, не відновлювався. |
| 05.11.1992 | Росія78         | Росіяу Анапи                       | 31/31                    | Борт ВВС, 325 ОВП. Розбився, був перевантажений майном полку, перекладного на нове місце дислокації. |
| 21.04.1992 | Росія21170      | РосіяТарко-Сале                    | 0/5                      | Вимушена посадка через пожежу на борту, після чого вертоліт частково згорів. |
| 01.07.1994 | 21040           | у Надима                           | 0/6                      | Вимушена посадка через пожежу двигуна, після чого вертоліт повністю згорів. |
| 15.12.1994 | 21001           | у Ноябрьська                       | 0/н.д.                   | Під час посадки в погану погоду зачепив насип та перекинувся. |
| 13.02.1996 | 56 жовтий       | Прібилова                          | 4/6                      | Борт ВВС, 332 ОВП. Через втрату екіпажем орієнтування при посадці вертоліт знесло у бік лісу, він зачепив лопатями верхівки дерев та розбився. |
| 30.05.1996 | 21878           | близько Ігріма                     | 0/5                      | Під час зниження, для посадки в аеропорт Ігрім, на хвостовий гвинт намотався трос, яким був підвішений вантаж, через що гвинт зруйнувався, і вертоліт впав. До цих пір велика частина гелікоптера розташована в болоті біля селища (близько 5 км від Ігріма) |
| 17.07.1996 | 21184           | у Сургута                          | 0/ н.д.                  | Списаний після вимушеної посадки. |
| 26.07.1996 | 21151           | Небраска                           | 0/н.д.                   | Вимушена посадка, після якої вертоліт повністю згорів. |
| 15.10.1997 | 21014           | у Хабаровська                      | 0/н.д.                   | Списаний після нічної вимушеної посадки. |
| 10.07.2002 | 21074           | Мис Екліпс                         | 21/21                    | Пожежа двигуна через руйнування підшипника вторинного валу, вертоліт втратив керування та впав. після цієї катастрофи всі гелікоптери Мі-6 в Росії були виведені з експлуатації.                                                                             |

## Цікаві факти
- Коли Московський вертолітний завод імені М. Л. Міля приступив до розробки важкого транспортного гелікоптера Мі-6 з максимальною злітною масою понад 40 т, найважчі зарубіжні гелікоптери того періоду мали максимальну злітну масу не більше 15 т.[3]
- Вперше в СРСР на серійному гелікоптері передбачалося перевезення вантажів на зовнішній підвісці.[3]
- Саме з Мі-6 в СРСР почався розвиток гелікоптерів з газотурбінним двигуном.[3]
- На гелікоптері Мі-6 встановлено 16 світових рекордів.[3]
- У 1961 році Мі-6 став першим у світі гелікоптером, що подолав 300 км/год, швидкість, яка в той час вважалася граничною для гелікоптерів.[1]
- Московський вертолітний завод імені М. Л. Міля за встановлення на Мі-6 світового рекорду швидкості за 320 км/год отримало міжнародний приз ім. І. І. Сікорського як «визнання видатного досягнення в області гелікоптеробудівного мистецтва».
- 12 жовтня 2012 року, в Москві на Ходинському полі в музеї авіації, невідомими був розпиляний Мі-6 на дрібні частини[13].